# Matthew Quintal
Matthew Quintal (a születési anyakönyve szerint Quintril) (Padstow, Cornwall, 1766. március 3. – Pitcairn-szigetek, 1799 körül) angol tengerész, a Bounty lázadója. Cornwalli származású volt.
Neve előfordul Quintrell alakban is. A családnév Cornwallban gyakorinak számít és több változatban létezik. Quintal Fletcher Christiant követte tovább és nem maradt Tahitin más lázadókkal ellentétben, akiket később elfogtak. Quintal és mások elraboltak néhány embert a helyi lakosságból, hogy velük töltsék fel a legénységet. Rövidesen eljutottak a Pitcairnre, ahol megtelepedtek. Quintal gyújtotta fel a hajót, hogy senki ne tudjon elmenekülni, vagy nehogy feltűnjön a brit flotta hajóinak, amelyek esetleg arra tévednének. Három évvel a letelepedésük után Quintal is belebonyolódott abba konfliktusba, ami Christian halálát okozta, őt viszont nem ölték meg az azt követő vérbosszúban a meghalt lázadók hozzátartozói, mivel a gyilkosságokért elsősorban a tahiti férfiak voltak a felelősek.
Quintal és a másik lázadó a skót William McCoy is azok közé tartozott, akik szerettek inni, de a hajóról elhozott alkohol már mind elfogyott. Jó ideig mellőzniük kellett ezt, mígnem McCoynak sikerült rájönnie, hogyan csinálhatna lepárlót. Quintal és McCoy a sziget erjedő gyümölcséből főztek pálinkát, de a párlat nagyon erősnek bizonyult és rögvest lerészegedtek tőle. Az illuminált és félőrült McCoy 1798 áprilisában lezuhant egy szikláról és meghalt. Quintal csak pár hónappal élte túl ivócimboráját. Az erős alkohol és McCoy halála annyira elhomályosította elméjét, hogy a többi társát is halállal fenyegette. Amikor újfent ittas állapotban tombolt Ned Young és John Adams egy fejszével agyonütötték, hogy megvédhessék a többieket.
Quintal volt az utolsó lázadó, aki erőszakos halállal hunyt el. Quintalnak is voltak gyermekei az egyik tahiti nőtől. Leszármazottja volt többek közt Malcolm Champion, az első új-zélandi aranyérmes úszó, az 1912-es stockholmi olimpia egyik győztese. Egyéb leszármazottai Norfolkra telepedtek át.

## Külső hivatkozások
- Matthew Quintal (web.archive.org)
- Matthew Quintal (findagrave.com)